# Жорж Спеналь
Жорж Спеналь (фр. Georges Spénale; 29 листопада 1913 року, Каркассонн, Франція — 20 серпня 1983 року, Париж) — французький письменник, поет і політичний діяч, голова Європейського парламенту з 1975 по 1977 рік. За професією — юрист, бакалавр права.

## Життєпис
Народився в сім' поштового службовця. Середню освіту здобував в школах Тарна, Гарона, Інгра. Вступив до французької секції Робітничого інтернаціоналу. В 1934 році склав іспит в Національній школі.
Після закінчення навчання призначений до управління з економічних справ у Гвінеї, в 1939 році — заступником керівника Заморських володінь Франції, в 1941-му — керівником підрозділу у Верхній Вольті. В 1945 році обійняв посаду верховного комісара Французької Екваторіальної Африки, в 1946 році став керівником апарату верховного комісара в Камеруні, де, на початку 1950-х був призначений генеральним секретарем територій.
В 1955 році призначений заступником міністра закордонних територій з політичних питань, в 1956 році призначений губернатором заморських володінь Франції. У 1957 році призначений верховним комісаром Того.
Політичну кар'єру розпочав 25 листопада 1962 року, відколи був обраний депутатом Національної асамблеї Франції. Переобирався до парламенту тричі — в 1967, 1968 та 1973 роках. В 1965 році був обраний мером міста Сен-Сюльпіс.
В національній асамблеї входить до фракції соціалістів, член комітету з фінансів 1962-65 років, із закордонних справ 1966-67 років, культури, сім'ї та соціальних питань 1969-70 років. Входив до комісії з питань оборони в 1967-69 та 1972-73 роках.
17 грудня 1964 року був обраний депутатом Європейського парламенту від Франції. Президент групи соціалістів в Європарламенті, очолював комісію з асоціації з Грецією в 1966-67 та комісію з фінансів 1967-74 років.
В березні 1975 року був обраний головою Європейського парламенту. Перебував на посаді два роки, до березня 1977 року. Згодом, до 1979 року перебував на посаді заступника голови Європарламенту при головуванні Еміліо Коломбо. Від 1979 року — віцепрезидент делегації сенату Франції до Ради Європи. 9 грудня 1980 року був обраний членом Парламентської асамблеї Ради Європи.
Під час його головування та за активного сприяння, 2 грудня 1975 року було ухвалено постанову про проведення загальних прямих виборів до Європарламенту.
25 вересня 1977 року був обраний сенатором від міста Тарн, приєднався до групи соціалістів у сенаті, працював у комітеті з культури, потім — закордонних справ, оборони та збройних сил.
В грудні 1981 року був змушений обмежити політичну та громадську діяльність через хворобу. Помер 1983 року в Парижі.